# Robert Radosz
Robert Radosz (* 8. Juli 1975) ist ein ehemaliger polnischer Radrennfahrer, der im Straßenradsport aktiv war.

## Sportlicher Werdegang
Robert Radosz begann seine internationale Karriere im Jahr 2000 beim Radsport-Team Atlas Lukullus. In seinem ersten Jahr gewann er die Gesamtwertung der Bałtyk-Karkonosze Tour. 2004 gewann er eine Etappe des Course de la Solidarité Olympique und den Memoriał Henryka Łasaka. 2005 gewann er eine Etappe bei der Idea Mazovia Tour und beendete sie in der Gesamtwertung auf dem zweiten Rang. Ende Juni 2006 gewann er eine Etappe beim Course de la Solidarité Olympique und sicherte sich auch den Sieg in der Gesamtwertung.
2007 erhielt er einen Vertrag beim UCI Professional Continental Team DHL-Author, bei dem er jedoch nur eine Saison blieb. In diesem Jahr gewann er unter anderem die Gesamtwertung der Tour of Hainan. Nach der Saison 2007 kehrte er in seine Heimat zurück und fuhr für verschiedene polnische Teams. 2011 hatte er mit dem Team BDC Marcpol nochmals eine erfolgreiche Saison mit insgesamt fünf Siegen.
Nach der Saison 2014 beendete Radosz im Alter von 39 Jahren seine aktive Karriere im Radsport. 2020 wurde er Mitglied der sportlichen Leitung des polnischen UCI Continental Teams Mazowsze Serce Polski, in dem seit 2022 auch sein Sohn Maksymilian Radosz (* 2003) als Radrennfahrer aktiv ist.

## Erfolge
2000
- Gesamtwertung Bałtyk-Karkonosze Tour

2004
- eine Etappe Course de la Solidarité Olympique
- Memoriał Henryka Łasaka

2005
- eine Etappe Idea Mazovia Tour

2006
- Gesamtwertung und eine Etappe Course de la Solidarité Olympique

2007
- eine Etappe Szlakiem Grodòw Piastowskich
- Gesamtwertung und zwei Etappen Tour of Hainan

2011
- eine Etappe Tour of Małopolska
- Gesamtwertung und eine Etappe Dookoła Mazowsza
- Gesamtwertung und eine Etappe Bałtyk-Karkonosze Tour